# Audrey McElmury
Audrey McElmury (La Jolla, 21 de gener de 1943 - West Yellowstone, 13 de març de 2013) va ser una ciclista nord-americana. El 1969 va guanyar el Campionat del Món en ruta, sent la primera ciclista no europea en fer-ho.

## Palmarès en ruta
- 1966
  -  Campiona dels Estats Units en ruta
- 1969
  -  Campiona del món en ruta
- 1970
  -  Campiona dels Estats Units en ruta

## Palmarès en pista
- 1966
  -  Campiona dels Estats Units en persecució
- 1970
  -  Campiona dels Estats Units en persecució